# Сюлейман Балтаоглу
Сюлейман Балтаоглу е османски военачалник, командващ османския флот през 1437 – 1453 година.
Балтаоглу е българин роден в Долни Цибър през 1415 г. с името Кирил Делибалтов. Син на каикчия. В резултат на кръвния данък е отведен от османците за обучение по линията „девширме“. Проявява способности и през 30-те години на 15 век вече служи в османския флот, след което се издига до капудан паша през 40-те години на 15 век. Това си звание вероятно получава след като през 1437 година като командир на османска морска ескадра унищожава край остров Самос основното ядро на флота на Венецианската република, след което командва ескадра от 300 бойни кораба. През 1439 година начело на османската армада потопява по-голямата част от съюзените флоти на Византия и Генуезката република.
През 1451 година командва османския флот и ръководи военноморските операции в началото на обсадата на Константинопол през 1453 година. Известен е с морската битка, при която четири християнски кораба се изправят срещу целия османски флот и успяват да пробият блокадата на града. В резултат на това султан Мехмед II отнема на Балтаоглу всички титли и имущество.
Сюлейман Балтаоглу умира в бедност и неизвестност.